# Puybrun
Puybrun (okzitanisch: Pègbrun) ist eine französische Gemeinde mit 993 Einwohnern (Stand: 1. Januar 2022) im Département Lot in der Region Okzitanien (bis 2015 Midi-Pyrénées). Sie gehört zum Arrondissement Figeac und zum Gemeindeverband Causses et Vallée de la Dordogne. Die Einwohner werden Puybrunais genannt.

## Geografie
Puybrun liegt etwa 35 Kilometer nordnordwestlich von Figeac am Südwestrand des Zentralmassives. Nachbargemeinden sind Bilhac im Norden und Nordwesten, Liourdres im Norden und Nordosten, Girac im Osten sowie Tauriac im Süden und Westen.

## Bevölkerungsentwicklung
| Jahr      | 1962 | 1968 | 1975 | 1982 | 1990 | 1999 | 2006 | 2011 | 2018 |
| Einwohner | 631  | 676  | 644  | 630  | 672  | 733  | 846  | 905  | 1010 |

Quellen: Cassini und INSEE

## Sehenswürdigkeiten

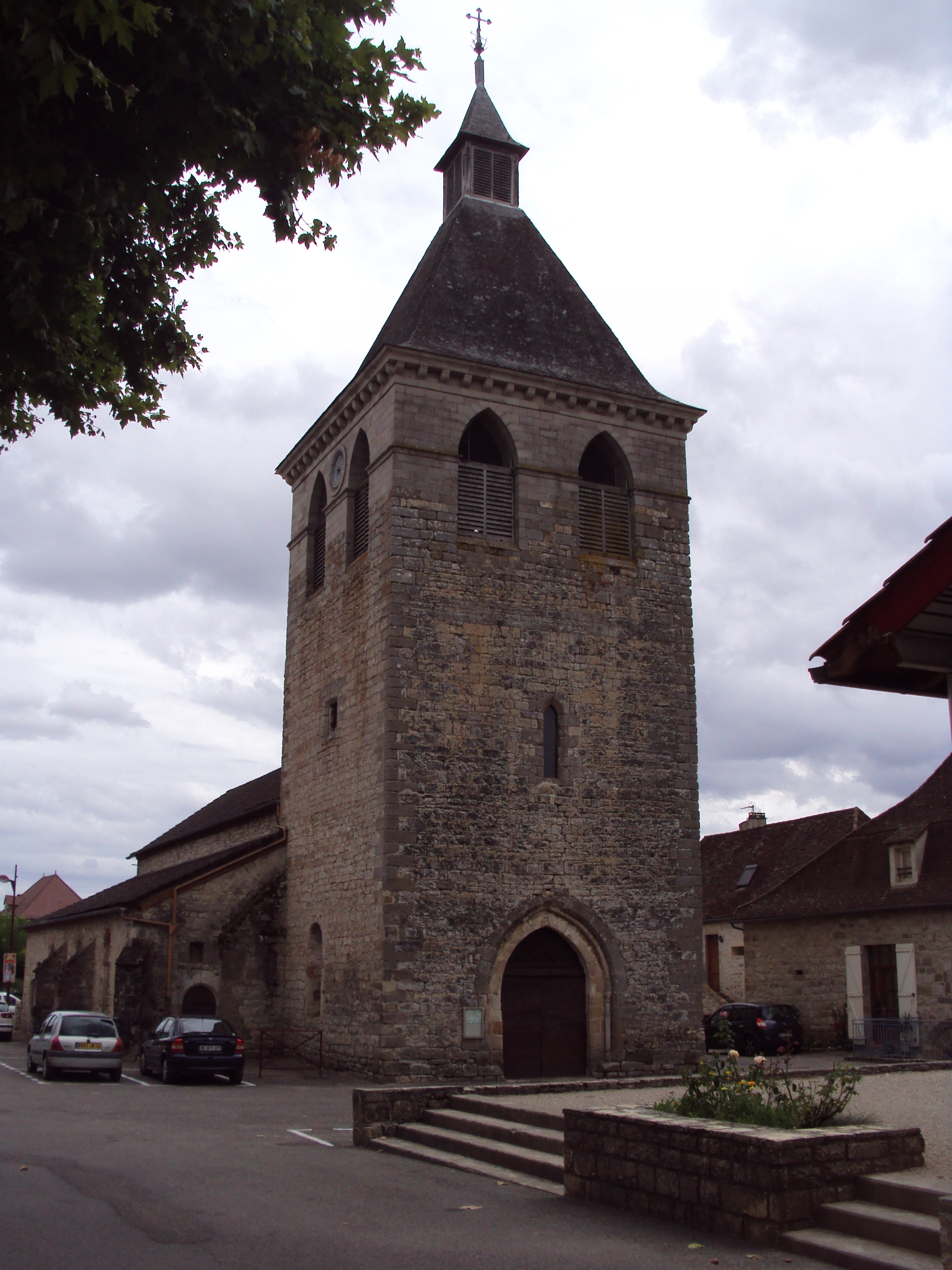
Kirche Saint-Blaise

- Kirche Saint-Blaise